# Incidente del norte de Chahar
El incidente del norte de Chahar entre Japón y China en junio de 1935 resultó en un acuerdo que desmilitarizó la provincia de Chahar.
En junio de 1935, cuatro soldados japoneses entraron en el distrito Changpei de la provincia de Chahar, al norte de la Gran Muralla, de camino a Kalgan y Peiping. Fueron detenidos porque no habían requerido permisos de viaje del gobierno provincial de Chahar. Luego, los soldados fueron llevados al cuartel general del Comandante Divisional chino local, quien pidió instrucciones al general al mando del 29.º Ejército chino. El comandante del ejército ordenó su liberación, permitiéndoles continuar su viaje, pero con la advertencia de que se deben obtener los permisos apropiados en el futuro.
El cónsul japonés hizo una denuncia en Kalgan al general Ching, subcomandante del 29.º ejército chino, de que los guardias chinos habían registrado a los soldados japoneses, les habían apuntado con rifles y los habían detenido algunas horas en la sede de la división, insultando así al ejército japonés. Poco después, el cónsul transmitió el asunto al ejército de Kwantung diciendo que era muy grave y que estaba más allá de su poder de resolver. El general Minami, comandante en jefe del ejército de Kwantung, nombró a Kenji Doihara para negociar con el general Ching. Las negociaciones resultantes dieron como resultado el Acuerdo de Chin-Doihara.